# Seven de la República Femenino
El Seven de la República Femenino es un torneo de rugby en la modalidad seven organizado por la Unión Argentina de Rugby y disputado por los seleccionados femeninos de las uniones regionales del país. Es la versión femenina del tradicional Seven de la República, considerado el torneo de rugby 7 más importante de la Argentina.
El torneo comenzó a disputarse en 2016 como parte del Seven de la República (el cual sólo se había disputado en su modalidad masculina desde 1981), formando parte del programa general y disputándose en los mismos días e instalaciones. A partir de 2019 el torneo comenzó a disputarse por separado del torneo principal, el cual pasó a ser denominado como el Seven de la República Masculino.

## Historia
El rugby femenino fue introducido por primera vez en el Seven de la República durante la edición 2010, con la participación de la Selección Argentina de rugby 7 en partidos de exhibición en preparación para el Seven Sudamericano Femenino 2011. En la edición 2011, el rugby femenino volvería a estar presente a modo de exhibición, esta vez reuniendo a equipos regionales y con la intención de atraer a un público más diverso.
A partir del Seven de la República 2013 se comenzaría a disputar el Torneo Sudamericano Femenino, el primer torneo femenino oficial en formar parte del Seven de la República, reuniendo a selecciones nacionales mayores y ofreciendo un formato de competencia definido. Se disputó durante tres temporadas, habiendo participado las selecciones de Argentina, Chile, Paraguay, Perú y Uruguay.
Tras la discontinuación del Torneo Sudamericano de selecciones en 2015, en 2016 nace el actual Seven de la República Femenino, torneo que pasaría a reunir por primera vez a las selecciones femeninas de las uniones regionales de la Argentina, siendo así más similar a su contraparte masculina.
A partir de la edición 2019, el torneo femenino pasaría a realizarse por primera vez de manera separada al torneo masculino, disputándose una semana antes y en su totalidad en las instalaciones del Paraná Rowing Club, en lugar de la tradicional sede de El Plumazo. Como parte de esta separación, el torneo femenino dio lugar a la creación del Seven de la República Femenino Juvenil, el primer torneo oficial para equipos juveniles (tanto masculinos como femeninos) y que se desarrollaría en paralelo a la competición de mayores.

## Equipos participantes
Participan de este torneo dieciséis de las veinticinco uniones miembros de la Unión Argentina de Rugby, las cuales clasifican a través de sus respectivos torneos regionales clasificatorios y según la cantidad total de jugadores fichadas por unión, con el objetivo de promover el rugby femenino.
| - Córdoba - Entre Ríos | - Rosario - Santa Fe |

| - Formosa - Misiones | - Nordeste |

| - Jujuy - Salta | - Santiago del Estero - Tucumán |

| - Córdoba - Entre Ríos | - Rosario - Santa Fe |

| - Formosa - Misiones | - Nordeste |

| - Jujuy - Salta | - Santiago del Estero - Tucumán |

| - Andina - Cuyo | - San Juan - San Luis |

| - Buenos Aires - Mar del Plata | - Oeste - Sur |

| - Alto Valle - Austral - Chubut | - Lagos del Sur - Santa Cruz - Tierra del Fuego |

| - Andina - Cuyo | - San Juan - San Luis |

| - Buenos Aires - Mar del Plata | - Oeste - Sur |

| - Alto Valle - Austral - Chubut | - Lagos del Sur - Santa Cruz - Tierra del Fuego |

## Campeonatos
| Año  | Campeón      | Resultado | Subcampeón   | Semifinalistas     | Cant. equipos |
| ---- | ------------ | --------- | ------------ | ------------------ | ------------- |
| 2016 | Buenos Aires | 19 - 0    | Córdoba      | Tucumán Santa Fe   | 12            |
| 2017 | Buenos Aires | 29 - 7    | Santa Fe     | Tucumán Córdoba    | 12            |
| 2018 | Tucumán      | 14 - 5    | Buenos Aires | Alto Valle Córdoba | 12            |
| 2019 | Tucumán      | 24 - 0    | Buenos Aires | Alto Valle Andina  | 12            |
| 2021 | Buenos Aires | 24 - 19   | Tucumán      | Córdoba Cuyo       | 12            |
| 2022 | Buenos Aires | 19 - 12   | Córdoba      | Tucumán Nordeste   | 16            |
| 2023 | Buenos Aires | 12 - 10   | Tucumán      | Nordeste Córdoba   | 16            |
| 2024 | Buenos Aires | 19 - 12   | Córdoba      | Tucumán Nordeste   | 18            |
| 2025 |              |           |              |                    |               |

## Estadísticas

### Palmarés
| Equipo       | Campeón | Subcampeón | Semifinales |
| ------------ | ------- | ---------- | ----------- |
| Buenos Aires | 6       | 2          |             |
| Tucumán      | 2       | 2          | 4           |
| Córdoba      |         | 3          | 4           |
| Santa Fe     |         | 1          | 1           |
| Alto Valle   |         |            | 2           |
| Nordeste     |         |            | 3           |
| Andina       |         |            | 1           |
| Cuyo         |         |            | 1           |

### Otros logros
| Equipo   | Copa de Plata | Copa de Bronce | Zona Desarrollo |
| -------- | ------------- | -------------- | --------------- |
| Córdoba  | 1             |                |                 |
| Andina   | 1             |                |                 |
| Austral  |               | 1              |                 |
| Uruguay  |               |                | 2               |
| Santa Fe |               |                | 1               |

## Torneo Sudamericano Femenino
Entre 2012 y 2014, se desarrolló paralelamente un torneo femenino de selecciones, presentándose en la primera oportunidad: Argentina, Chile, Paraguay y Uruguay, en los años siguientes se sumó el seleccionado de Perú.
| Año  | Campeón   | 2.º puesto | 3.º puesto | 4.º puesto | 5.º puesto |
| ---- | --------- | ---------- | ---------- | ---------- | ---------- |
| 2012 | Argentina | Uruguay    | Chile      | Paraguay   |            |
| 2013 | Argentina | Uruguay    | Paraguay   | Chile      | Perú       |
| 2014 | Argentina | Uruguay    | Paraguay   | Chile      | Perú       |